# Microregiunea Pannonhalma
Microregiunea Pannonhalma (în maghiară Pannonhalmai kistérség) a fost o microregiune statistică (kistérség) din județul Győr-Moson-Sopron, Ungaria.
Cu o populație de 16.751 locuitori și o suprafață de 320,55 km2, aceasta a existat până în 2014, când în Ungaria, microregiunile ”kistérségek” au fost înlocuite de districte (járások).